# Marsenina ampla
Marsenina ampla is een slakkensoort uit de familie van de Velutinidae. De wetenschappelijke naam van de soort is voor het eerst geldig gepubliceerd in 1880 door A. E. Verrill.